# Albert Steullet
Albert Steullet (* 24. August 1925 in Corban; † 2. Dezember 2024 in Moutier) war ein Schweizer Richter, Staatsanwalt und Kommunalpolitiker (CVP). Als ausserordentlicher Untersuchungsrichter und Leiter einer Sonderkommission war er massgeblich an der Aufspürung der terroristischen Gruppierung Front de libération jurassien beteiligt. Später war er Gerichtspräsident, der erste Staatsanwalt des Kantons Jura, Untersuchungsrichter des Bundes und Gemeindepräsident von Moutier.

## Biografie
Der Sohn des Landwirts und Kaufmanns Louis Steullet und von Léonie Steullet (geb. Maitin) besuchte nach der Primarschule in Corban die Sekundarschule in Fribourg. Anschliessend absolvierte er dort das Kollegium St. Michael. Nach der Matura studierte er ab 1947 Recht an den Universitäten von Fribourg und Bern. Nachdem er 1953 das Anwaltspatent des Kantons Bern erworben hatte, arbeitete er zunächst in Neuchâtel in der Schadenabteilung der Vaudoise Versicherungen. 1956 trat Steullet in den Staatsdienst ein, zunächst als Gerichtsschreiber am Berner Obergericht. Ab 1959 war er als Untersuchungsrichter und Präsident des Amtsgerichts von Moutier tätig.
Am 3. Mai 1963 ernannte die Anklagekammer des Berner Obergerichts Steullet zum ausserordentlichen Untersuchungsrichter. Er sollte Brandanschläge auf Militärbaracken und Bauernhöfe in den Freibergen aufklären, zu denen sich die terroristische Gruppierung Front de libération jurassien bekannt hatte. Lange Zeit verfolgte er eine falsche Spur und verdächtigte Personen aus dem Umfeld der Opposition gegen einen umstrittenen Waffenplatz in den Freibergen.  Zwischen dem 17. und dem 20. Februar 1964 liess er drei Männer und eine Frau aus Courfaivre festnehmen, die nichts mit dem Fall zu tun hatten, wie sich später herausstellen sollte. Mehrere Wochen lang blieben die vier «Unschuldigen von Courfaivre» in Untersuchungshaft, wobei vor allem die Verschwiegenheit der Behörden und die ungewöhnlich harten Haftbedingungen in der Haftanstalt Witzwil für Empörung im separatistisch gesinnten Teil der Bevölkerung sorgten. Schliesslich konnten, als Ergebnis telefonischer Überwachung, nach mehreren weiteren Brand- und Sprengstoffanschlägen die Haupttäter Marcel Boillat und Jean-Marie Joset am 25. März 1964 verhaftet werden, sechs Tage später auch der Mitläufer Pierre Dériaz.
Als Infanteriehauptmann war Steullet von 1966 bis 1971 neben seiner Tätigkeit als Gerichtspräsident auch Militärrichter der Felddivision 2. Darüber hinaus wirkte er von 1967 bis 1983 als erster Stellvertreter des Eidgenössischen Untersuchungsrichters für die Romandie, danach hatte er dieses Amt bis 1993 selbst inne. Von Januar 1971 bis 1976 amtierte er als parteiloser Gemeindepräsident von Moutier und erklärte während der zweiten Amtsperiode wegen Arbeitsüberlastung seinen Rücktritt. In der Jurafrage verhielt sich Steullet zunächst streng neutral, bekannte sich aber 1978 zu den Separatisten und trat daraufhin als Gerichtspräsident zurück. Grund dafür war, dass das Parlament des 1979 neu entstehenden Kantons Jura ihn zum ersten Staatsanwalt gewählt hatte. Sein Wohnsitz blieb jedoch das bernisch gebliebene Moutier. Ebenfalls 1979 trat er der CVP und der separatistischen Bewegung Unité jurassienne bei. Nach seiner Pensionierung gehörte er von 1991 bis 1994 dem Gemeindeparlament von Moutier an.
Steullet hatte verschiedene weitere Ämter inne: Er war Mitglied des katholischen Pfarrgemeinderats von Moutier (1963 bis 1971), Präsident der Sektion Prévôté der Société jurassienne d’émulation (1960 bis 1967), Vorstandsmitglied des Vereins Pro Jura (1991 bis 2000) und Präsident des Freundeskreises des Jurassischen Kunst- und Geschichtsmuseums in Delémont (1991 bis 2000). Er war mit der Journalistin Anne-Marie Steullet (geb. Lambert) verheiratet und bekam zwei Kinder.